# Aritar
Aritar es una localidad de la India, en el distrito de Sikkim oriental, estado de Sikkim.

## Geografía
Se encuentra a una altitud de 1498 m s. n. m. a 34 km de la capital estatal, Gangtok, en la zona horaria UTC +5:30.

## Demografía
Según estimación 2010 contaba con una población de 3 503 habitantes.